# Adriano Langa
Adriano Langa OFM (* 25. Oktober 1946 in Macupulana) ist ein mosambikanischer Ordensgeistlicher und emeritierter römisch-katholischer Bischof von Inhambane.

## Leben
Adriano Langa trat der Ordensgemeinschaft der Franziskaner (OFM) bei und empfing am 21. November 1982 die Priesterweihe.
Papst Johannes Paul II. ernannte ihn am 24. Oktober 1997 zum Weihbischof in Maputo und Titularbischof von Baia. Die Bischofsweihe spendete ihm der Erzbischof von Maputo, Alexandre José Maria Kardinal dos Santos OFM, am 22. Februar des nächsten Jahres; Mitkonsekratoren waren Erzbischof Peter Zurbriggen, Apostolischer Nuntius in Mosambik, und Júlio Duarte Langa, Bischof von Xai-Xai.
Am 1. April 2005 wurde er zum Koadjutorbischof von Inhambane ernannt. Mit dem Tod Alberto Seteles am 7. September 2006 folgte er ihm als Bischof von Inhambane nach.
Papst Franziskus nahm am 4. April 2022 das von Adriano Langa aus Altersgründen vorgebrachte Rücktrittsgesuch an.